# Australodocus
Australodocus là một chi khủng long, được Remes mô tả khoa học năm 2007.